# Torre de Collserola
Torre de Collserola is een zendmast op de berg Tibidabo in de Serra de Collserola, in Barcelona, Catalonië, Spanje.
Het is door architect Lord Norman Foster ontworpen en gebouwd in 1992 voor de Olympische Zomerspelen van 1992. Het heeft een uitbouw voor vloeroppervlakte; deze wordt door tuidraden geholpen om beweging te voorkomen.
Deze mast is hoofdzakelijk een tv- en radiozendermast. Door de plaats en de hoogte van de mast is het een goed uitzichtpunt over de stad. De top van de antenne bedraagt 288,4 m en de top van de uitbouw, met zijn 13 vloeren, heeft een hoogte van 152 m. De 10e verdieping is open voor publiek.
De top van de antenne is voorzien van Twaron tuidraden. Deze lichtgewicht spankabels zijn niet elektrisch geleidend, waardoor ze de signalen niet verstoren.